# Rotehornpark

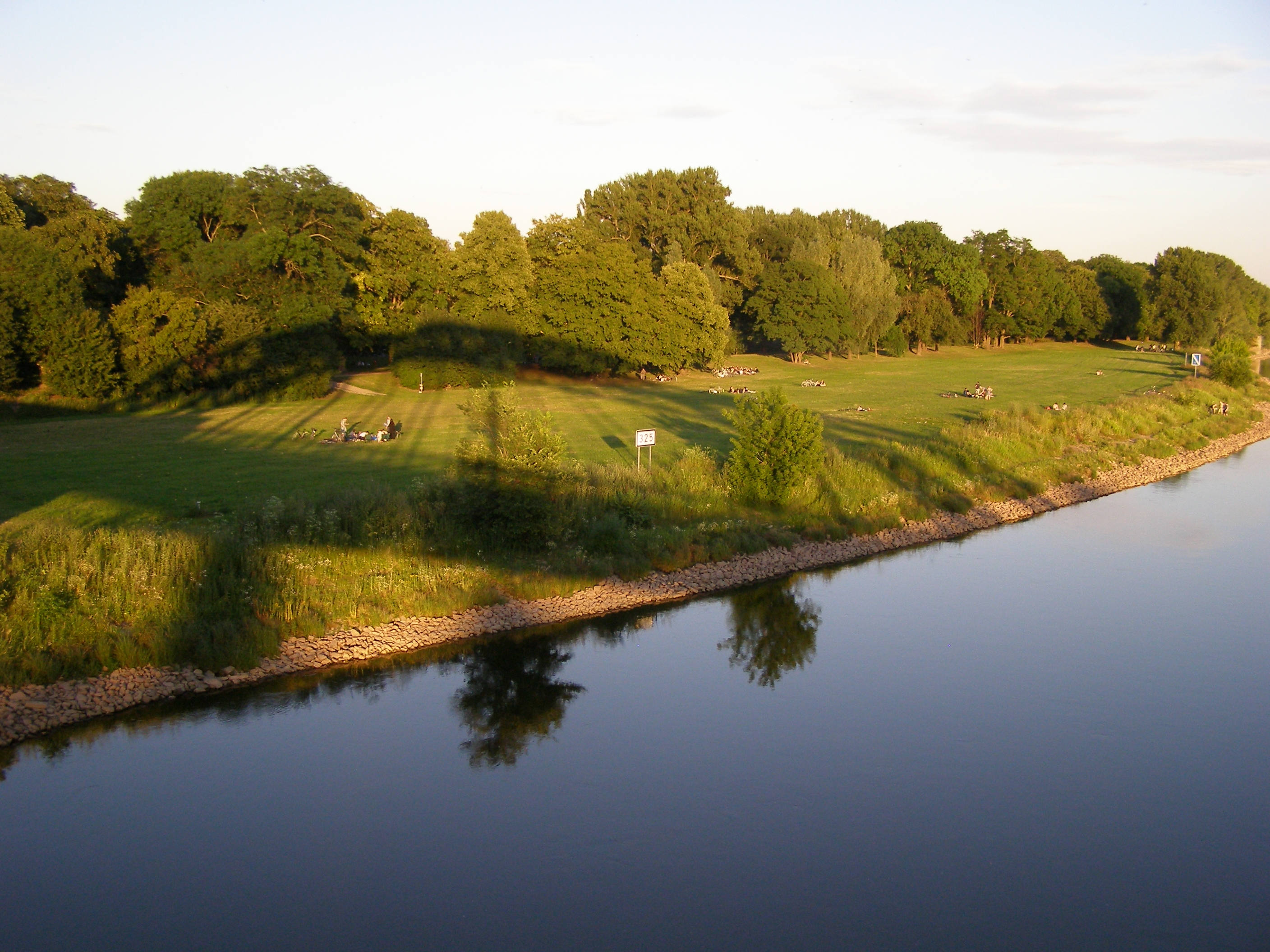
Blick von der Sternbrücke auf den Rotehornpark, 2014

Der Rotehornpark, auch als Stadtpark Rotehorn bekannt, ist mit einer Fläche von 200 Hektar der größte Stadtpark der Stadt Magdeburg. Der Park befindet sich auf einer Elbinsel und gehört zum Netzwerk Gartenträume Sachsen-Anhalt.

## Lage
Der Rotehornpark liegt auf der Elbinsel Großer Werder und ist vom Stadtzentrum aus über den Strombrückenzug mit zwei Straßenbahnlinien, einer Buslinie und dem Auto zu erreichen. Fußgänger können außerdem zwei weitere Brücken benutzen, die Sternbrücke vom Westufer und die Brücke am Wasserfall vom Ostufer aus. Zudem gibt es eine Fährverbindung für Fußgänger und Radfahrer von Magdeburg-Buckau aus. An der Sternbrücke befindet sich ein großer Parkplatz am Westufer der Elbe. Weitere Parkmöglichkeiten sind im Bereich der Stadthalle direkt auf der Insel vorhanden. Ein dichtes Wegenetz erschließt den Park in alle Himmelsrichtungen und führt auch unmittelbar an die Südspitze der Werderinsel.

## Geschichte

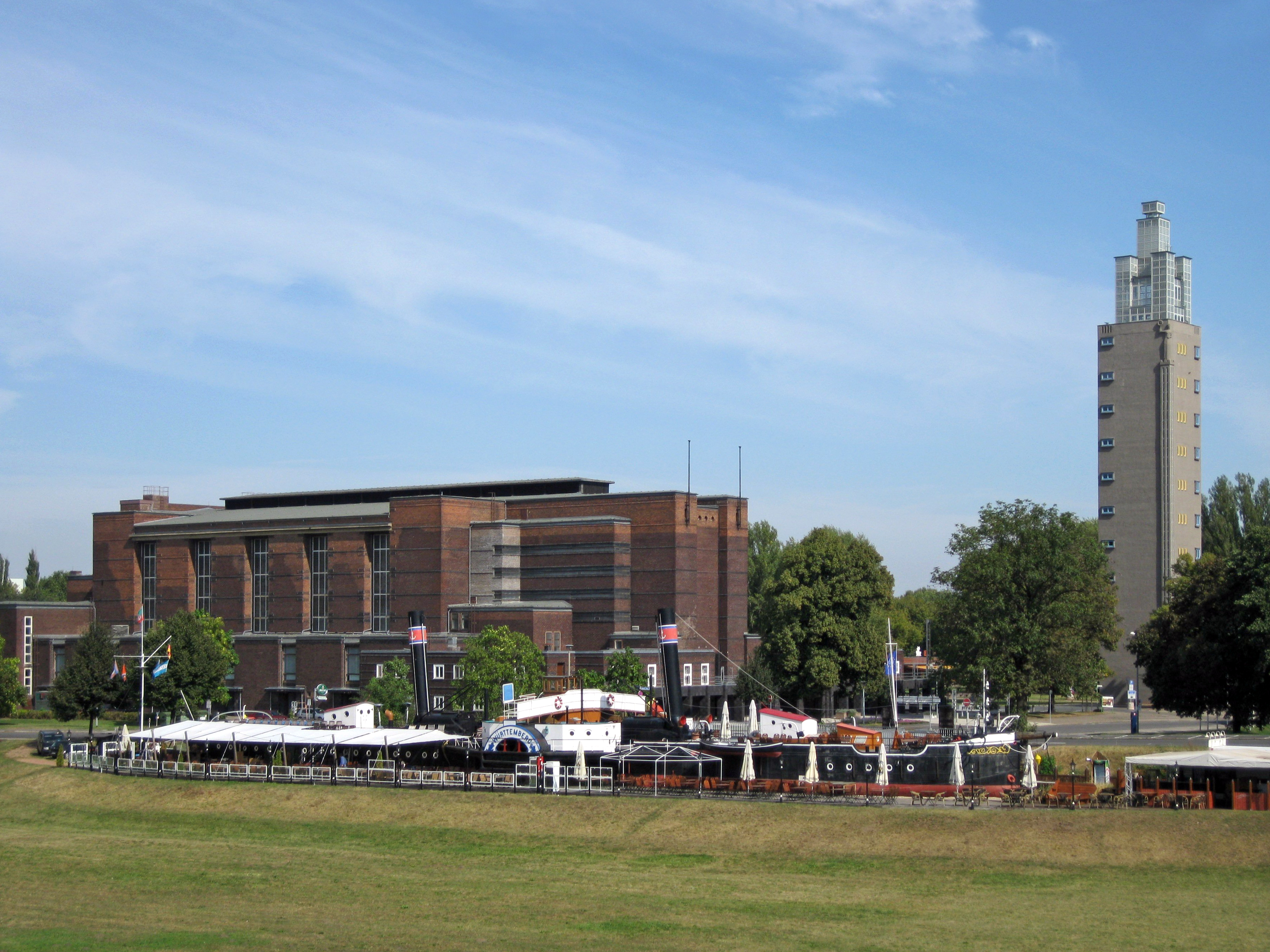
Stadthalle, Aussichtsturm und Museumsschiff Württemberg

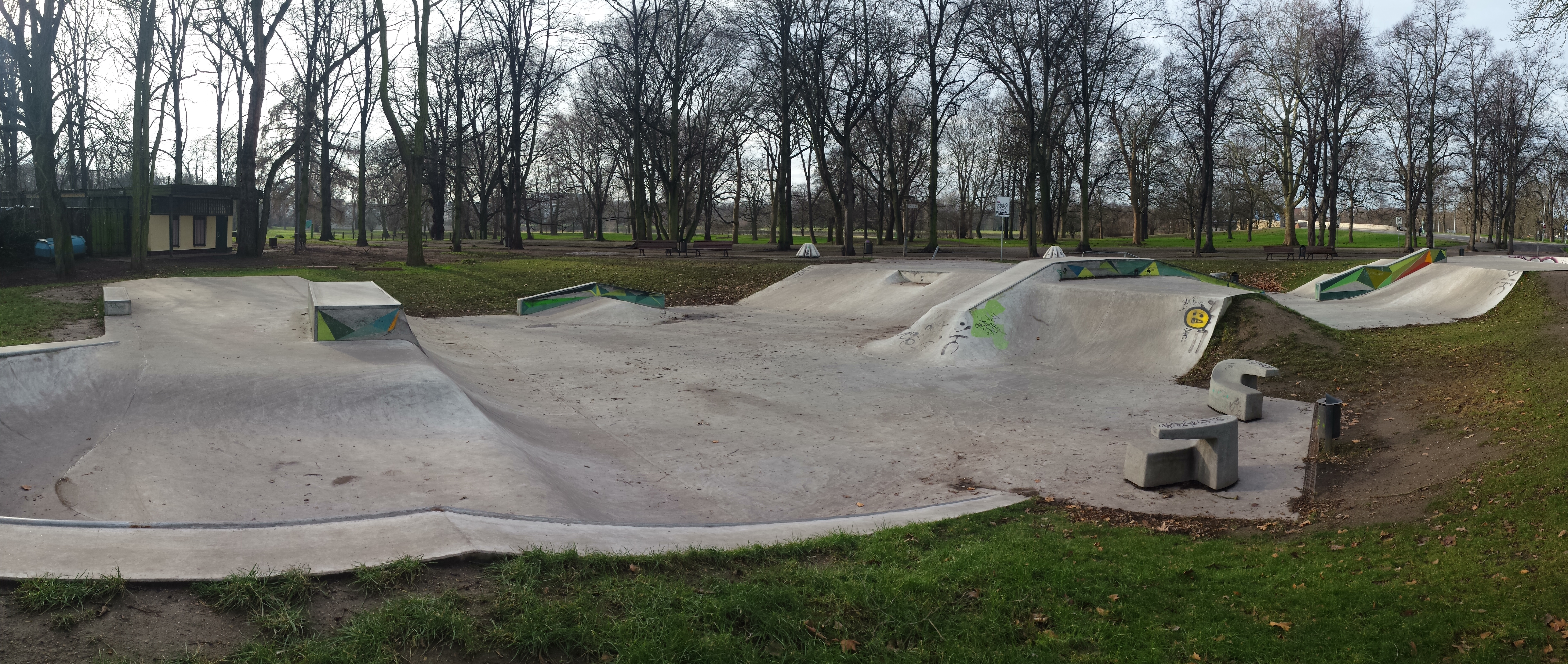
Skatepark, 2013 eröffnet

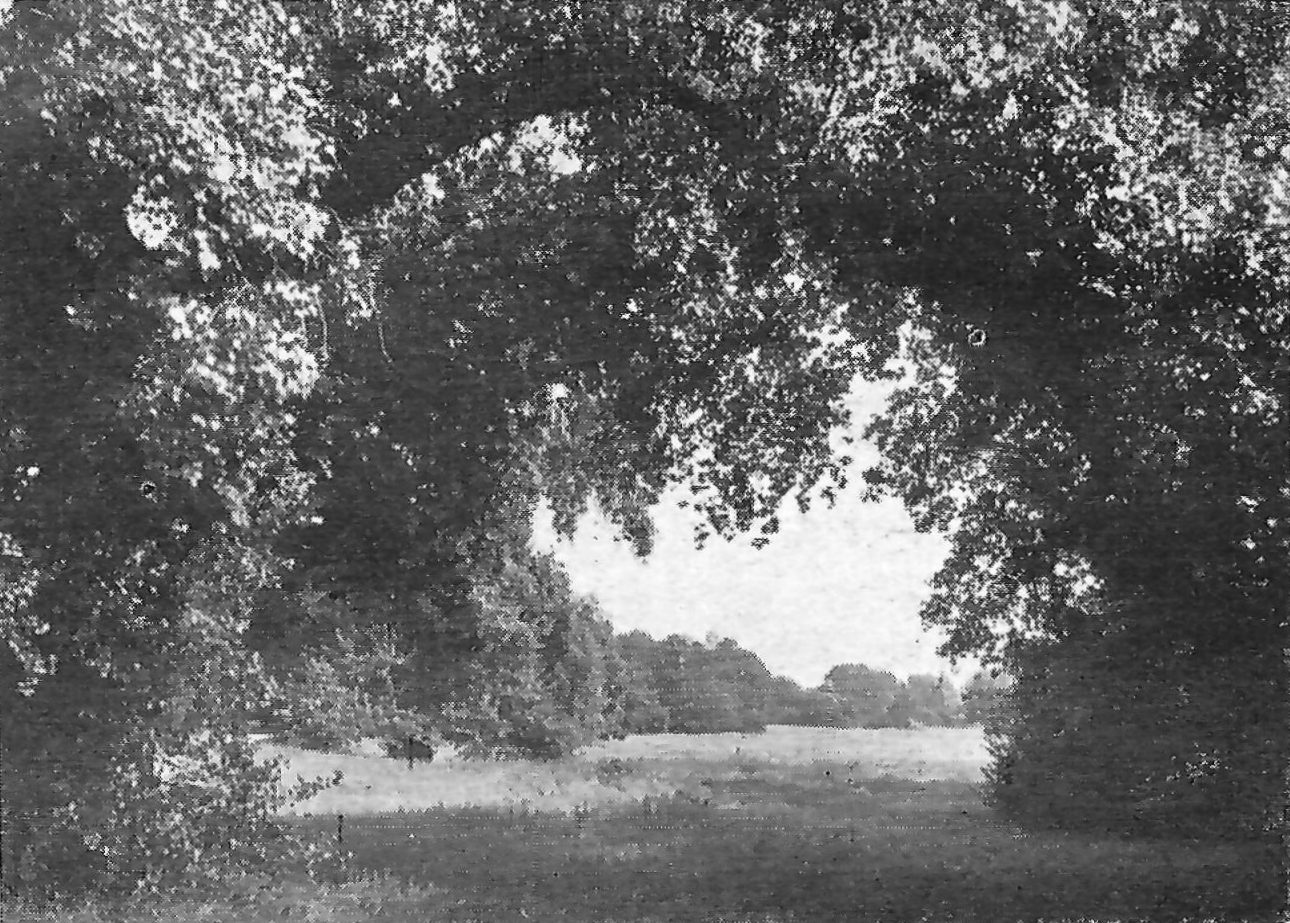
Blick durch den Park in den 1920er Jahren

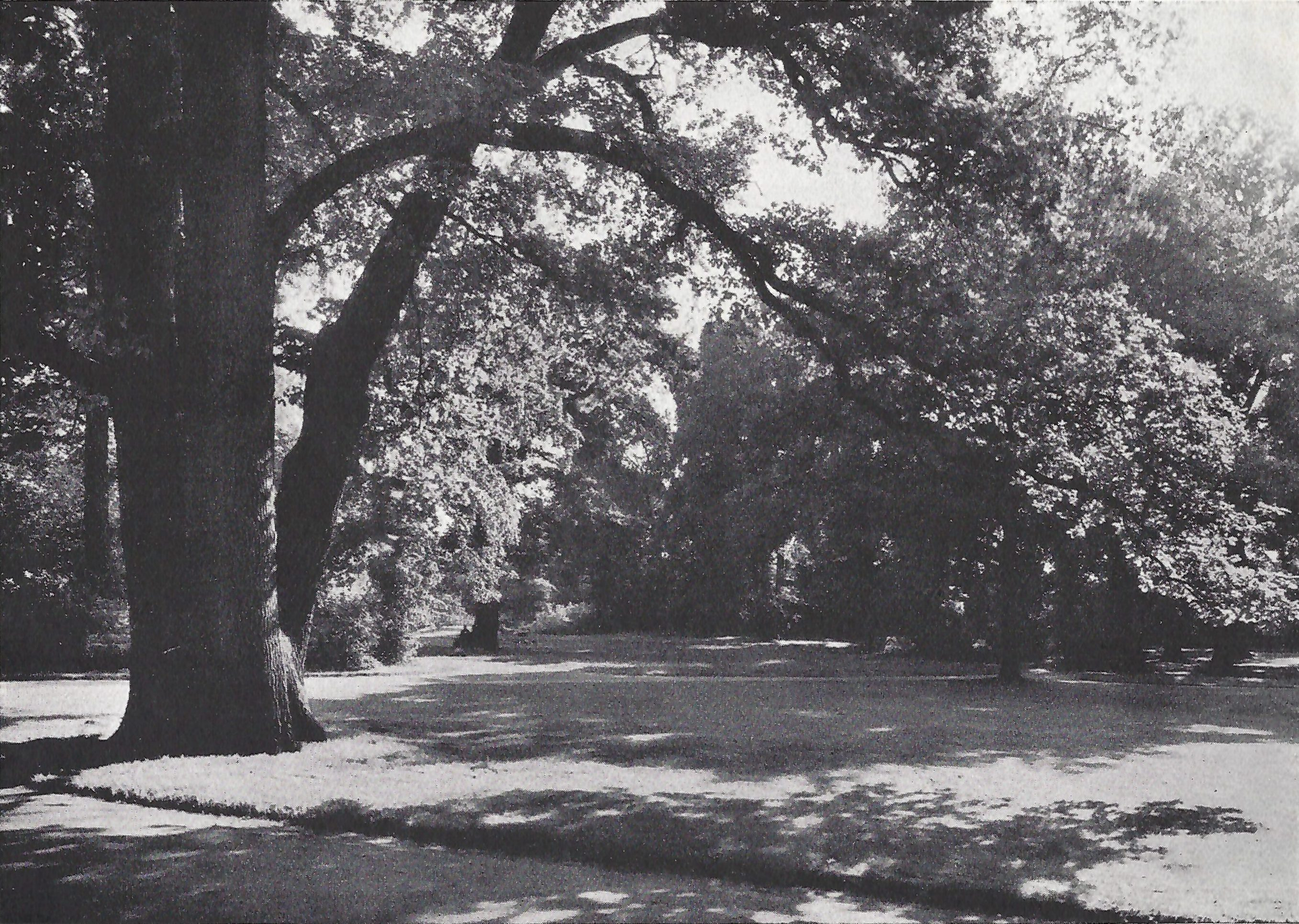
Bäume in den 1920er Jahren

Um 1870 beschloss die Stadt Magdeburg die Einrichtung eines Parks auf der Werderinsel. Dazu erwarb sie von einem Kaufmann sechs Hektar Wiesenland im Süden der Insel. Mit der Gestaltung des Parks wurde Magdeburgs Gartendirektor Paul Viktor Niemeyer beauftragt. Von 1871 bis 1874 wurden Promenadenwege angelegt sowie Bäume und Sträucher gepflanzt. Ab 1898 wurde der Park um die bisher nicht genutzten Flächen im Süden und Osten der Insel auf seine heutige Größe unter der Leitung von Gottlieb Schoch, dem Nachfolger Niemeyers, erweitert. Schoch schuf eine weitläufige und großzügige Parklandschaft unter Betonung des Auencharakters des Gebietes.
1908 wurde die Taube Elbe, ein Altarm, in einem Abschnitt zu einem See erweitert, der nach dem Finanzier des Vorhabens, dem Magdeburger Kaufmann Adolf Mittag, „Adolf-Mittag-See“ benannt wurde. Ebenfalls mit finanziellen Mitteln Mittags erfolgte der Bau eines „Tempels“ auf der in dem See gelegenen Marieninsel. Im Jahr 1909 entstand im nördlichen Teil des Parks Wohn- und Dienstgebäude des Parkgärtners. Unter Einbeziehung von Arbeitslosen wurde nach 1918 im Südteil des Parkes eine Allee mit vierreihiger Lindenbepflanzung angelegt, die heute den Namen Heinrich-Heine-Weg führt. Gleichzeitig wurde das ehemals zur Stadtbefestigung gehörende Fort XII zu einem Naturtheater umgebaut.
Ab den 1920er Jahren wurde der Park zunehmend für Ausstellungen genutzt. Aus Anlass der Mitteldeutschen Ausstellung für Siedlung, Sozialfürsorge und Arbeit im Jahre 1922 wurde die Sternbrücke gebaut, über die auch eine Straßenbahnlinie direkt in den Park führte. Für die Deutsche Theaterausstellung 1927 schufen die Architekten Johannes Göderitz und Wilhelm Deffke ein Ausstellungszentrum mit Stadthalle, Ausstellungshallen und einem 60 Meter hohen Aussichtsturm. Das Ausstellungsgelände und die Sternbrücke fielen 1945 dem Zweiten Weltkrieg zum Opfer. Während die Stadthalle nach dreijähriger Bauzeit 1966 wiederhergestellt war, konnte die Sternbrücke erst 2005 wieder aufgebaut werden. 1969 waren auch die früheren Ausstellungshallen durch Neubauten ersetzt, dazu gehörte auch die so genannte Hyparschale, eine vierteilige Tragkonstruktion in Schalenbauweise.
Von 1955 bis 1967 verkehrte im Rotehornpark die Pioniereisenbahn Magdeburg. In den 1980er Jahren war der Name Kulturpark Rotehorn gebräuchlich.
Der Park wird bei Elbhochwasser regelmäßig zu großen Teilen überschwemmt, das letzte Mal im Juni 2013.
Ende 2013 wurde nahe dem Aussichtsturm und der Stadthalle ein moderner Skatepark eröffnet.

## Namensursprung
Wahrscheinlich bedeutet das Wort Horn Sumpf. Dieser Sumpf soll der Familie Rode gehört haben, also Rodescher Sumpf.

### Die Sage vom Roten Horn
Als Buckau noch ein armes Dorf war, stand dort eine Burg, deren Befehlshaber ein tapferer Ritter namens Wilfried war. Dieser streifte oft im Wald umher. Eines Tages, nachdem er lange auf der Jagd gewesen war, legte er sich müde am Ufer der Elbe nieder. Auf einmal hörte er wundersame Musik und sah einen kostbaren Nachen in Form einer riesigen Muschel, der von zwei Schwänen gezogen wurde. In dem Nachen saß eine Jungfrau in einem aus Silberstoff gewirkten und mit Edelsteinen besetzten Gewand. Die Jungfrau hatte einen Kranz aus Schilf und Wasserrosen in ihrem goldenen Haar. Der Ritter glaubte es handele sich um einen Traum, aber als er aufstand um seines Weges zu gehen, stellte er fest, dass er nicht träumte. Die Jungfrau winkte den Ritter zu sich und bat ihm einen Platz im Nachen an. Nachdem der Ritter den Nachen betrat, fuhr der Nachen an das Ufer einer Insel in der Elbe. Durch den dichten Wald der Insel gingen die beiden, bis sie eine Lichtung erreichten. Die Jungfrau setzte sich auf eine Moosbank und der Ritter ließ sich ihr zu Füßen nieder.
Die Jungfrau offenbarte, dass sie Elwine, die Beherrscherin der Elbe wäre. Von Zeit zu Zeit könnte die Menschengestalt annehmen und ihren Wasserpalast verlassen, um auf der Oberwelt zu weilen. Solange er niemals ihr gegenüber Misstrauen habe, dürfte er ihr Gemahl sein. Sollte er ihr jemals nicht Vertrauen, so müsse sie auf ewig von ihm scheiden. Gerne leistet der Ritter den Schwur. Als es anfing, dunkel zu werden, kamen von allen Seiten Wassernixen herbei, führten Tänze auf und sangen ein Lied:

„Wenn rings tiefe Stille, kein Auge mehr wacht,

Wir leise dem Wasser entsteigen;

Wenn rings umher glänzt die prächtige Nacht,

Kein Laut stört das nächtliche Schweigen,

Dann schlüpfen wir leise und geisterhaft sacht

Zum grünen Rain

Zum blumigen Thal;

Im dunklen Hain

Beim Mondesstrahl

Wir führen den nächtlichen Reigen

Und schwingen

Und schlingen

Und schmiegen

Und biegen

Uns lustig

Und duftig

Auf grünen Kranz

Und drehen

Und schweben

Und wehen

und weben

Im zauberischen Tanz.“

Die Wasserfee verabschiedete sich vom Ritter am Strand der Elbe. Auf einen Hornstoß in ihr rotes Muschelhorn, erschien der Nachen wieder und fuhr den Ritter zurück auf das heimatliche Ufer. Seit diesem Tage traf sich der Ritter fast jeden Tag auf der Insel mit der Wasserfee und verlebte dort seine glücklichsten Stunden. Eines Tages jedoch bat Elwine ihren Gemahlen früher als sonst aufzubrechen, da sie sich heute mit ihren Schwestern, die Beherrscherinnen der Saale, Unstrut und Elster treffen würde und kein Sterblicher dürfte bei diesem Treffen dabei sein. Mit schweren Herzen ging Wilfried zu Ufer, da er aber Zweifel hatte, kehrte er nach kurzer Zeit zur Lichtung zurück. Auf der Lichtung erblickte er die vier Schwestern in einem Kreis sitzend. Als er die Lichtung betrat ertönte ein lauter Schrei von den Schwestern und ein helles Licht blendete ihn. Als er wieder sehen konnte, waren die vier verschwunden. Da erinnerte er sich an seinen Schwur, Elwine niemals zu Misstrauen und eilte klagend zum Ufer und rief vergeblich den Namen seiner Geliebten. Er erhielt jedoch keine Antwort, worauf hin ihn Verzweiflung erfasste und er sich am Ufer niederwarf, wo er erschöpft einschlief. Am nächsten Morgen eilte er noch einmal zurück zur Lichtung, in der Hoffnung seine Geliebte noch einmal zu sehen, jedoch vergebens. Zu seiner Freude fand er aber das rote Muschelhorn und blies hinein, aber nichts tat sich. Voller Trauer wandte sich Wilfried heimwärts mit dem roten Muschelhorn im Gepäck.
Seit diesem Tage lebte der Ritter still und zurückgezogen auf seiner Burg. Viel Zeit verbrachte er jedoch an der Stelle, an der der Nachen ihm einst das erste Mal erschienen war. Nachdem er im Alter sein Amt niedergelegt hatte, ließ er sich auf der Lichtung der Insel ein Haus errichten. Über der Tür des Hauses brachte er das rote Muschelhorn an. Hier verlebte er ruhig und friedlich seine letzten Tage. Gemäß seinem Willen nach wurde er neben dem Haus auf der Insel begraben. Auf seinem Grabhügel fand man fast jeden Tag frische Blumen, bis das Grab verschwand und an seiner Stelle eine Quelle hervorsprudelte.

## Veranstaltungen
Von 2007 bis 2012 fand im Sommer im Rotehornpark das Rockfestival „Rock Im Stadtpark“ statt, das tausende Besucher auf die Werderinsel zog. 2013 fand das Festival unter demselben Namen an einem überdachten Veranstaltungsort statt.
Seit 2015 findet im Stadtpark jährlich das Radrennen „Rund-um-den-Adolf-Mittag-See“ statt. In mehreren Altersklassen wird dabei auf einer Strecke von 2,2 km der Adolf-Mittag-See umrundet. Start und Ziel liegen am Albinmüller-Turm.

## Sehenswerte Orte
- Hyparschale
- Adolf-Mittag-See
- Marieninsel mit dem Marientempel
- Stadthalle
- Albinmüller-Turm
- Pferdetor
- Sternbrücke Magdeburg
- Hubbrücke
- Salzquelle
- Fort XII
- Raddampfschlepper Württemberg
- Brücke über die Taube Elbe

Siehe auch:
- Stadtteil Magdeburg-Werder